# Dracula (2002)
Dracula ist ein italienisch-deutscher Fernseh-Horrorfilm in zwei Teilen aus dem Jahr 2002. Regie führte Roger Young. Die Rolle des Grafen Dracula spielt in diesem Film Patrick Bergin.

## Handlung
Renfield, ein englischer Makler reist nach Transsylvanien, um mit dem zurückgezogen lebenden Grafen Dracula ein Immobiliengeschäft abzuschließen.
Der Wirt einer Raststätte, wo seine Kutsche anhält, ist sichtlich schockiert, als er ihm von seinem geplanten Besuch auf Schloss Dracula erzählt. Er und die anderen Einheimischen warnen Renfield, dass in dem halbverfallenen Gemäuer Vampire umgehen die nachts das Blut der Lebenden saugen. Renfield lässt sich jedoch nicht beeindrucken und bricht zum Borgo-Pass auf, wo die schwarze Kutsche des Grafen bereits auf ihn wartet. Während der unruhigen Fahrt über kaum benutzte Geröllstraßen neben gähnenden Abgründen bemerkt Renfield, dass der Kutscher verschwunden ist und stattdessen eine Fledermaus über dem Kutschbock schwebt. Am alten Schloss angekommen wird er von einem charmanten Herren in eleganter Abendkleidung hereingebeten. Renfield wird beim Abendessen mittels eines Schlafmittels narkotisiert und die drei Bräute des Grafen Dracula stürzen bald darauf zu ihm ins Zimmer. Als Sklave Draculas tritt Renfield die Heimreise an und mit ihm der Fürst der Vampire, der in England eine neue Heimat gefunden zu haben meint.
In London, von seinem neuen Domizil Carfax Abbey aus, treibt Dracula schon bald sein Unwesen in der Oberschicht der Hauptstadt. Hier hat er es zunächst auf Lucy Weston, der Freundin von Dr. Sewards Tochter Mina abgesehen, die auch sein erstes Opfer wird. Lucy siecht sichtlich dahin. Dr. Seward, Draculas Nachbar und Leiter der örtlichen Irrenanstalt, wohin man auch den rasenden Renfield verbracht hat, weiß sich nicht mehr zu helfen und bittet den berühmten Professor Dr. Enrico Valenzi um Beistand.
Dieser verdächtigt sehr bald den geheimnisvollen Grafen Dracula, der Urheber des Übels zu sein. Mit einer List offenbart Valenzi, dass Dracula kein Spiegelbild besitzt und stellt ihn damit als Vampir bloß. Doch während der Professor, Dr. Seward und Minas Verlobter Johnathan Harker beraten wie dem jahrhundertealten Ungeheuer beizukommen ist, hat dieser bereits die junge Frau unter seinen Bann gebracht und entführt sie nach Carfax Abbey.
Da der Morgen bereits graut, muss Dracula sich in seinen Sarg zurückziehen. Diese Gelegenheit nutzt Valenzi und vernichtet den Vampir, indem er ihm einen hölzernen Pfahl durch das Herz treibt und dadurch Mina rettet.

## Bemerkungen
Die zweiteilige Produktion wurde ursprünglich als dreistündiger Film in zwei Teilen auf Rai Uno ausgestrahlt.